# Volodymyr Bačynskyj
Volodymyr Bačynskyj, cyrilicí Володимир Бачинський (25. ledna 1880 Sambir – 25. května 1927 Lvov), byl rakouský politik ukrajinské (rusínské) národnosti z Haliče, na počátku 20. století poslanec Říšské rady.

## Biografie
Působil jako právník a politik. Patřil do Ukrajinské národně demokratické strany. Vyučoval na právnické fakultě Lvovské univerzity. V roce 1906 se přestěhoval do města Pidhajci, od roku 1907 bydlel ve Lvově. Působil ve vedení zemského úvěrového ústavu. Byl též novinářem. Byl redaktorem listů Dilo, Svoboda a Žinoče dilo. Po válce pak roku 1927 zakládal list Ukrajinskyj emigrant.
Od roku 1913 zasedal jako poslanec Haličského zemského sněmu. Na počátku první světové války odešel před ruskou invazí do Vídně, kde se stal členem Ukrajinské národní rady.
Působil také coby poslanec Říšské rady (celostátního parlamentu Předlitavska), kam usedl v roce 1917. Byl zvolen za obvod Halič 64. Nastoupil 23. října 1917 místo Josypa Folyse. Po roce 1917 byl na Říšské radě členem poslaneckého klubu Ukrajinské parlamentní zastoupení.
Ve 20. letech se podílel na organizování ukrajinské emigrace. Zemřel v roce 1927. Spáchal sebevraždu.